# C1orf35
C1orf35 (англ. Chromosome 1 open reading frame 35) – білок, який кодується однойменним геном, розташованим у людей на короткому плечі 1-ї хромосоми.  Довжина поліпептидного ланцюга білка становить 263 амінокислот, а молекулярна маса — 29 412.
| 10         |  | 20         |  | 30         |  | 40         |  | 50         |
| ---------- |  | ---------- |  | ---------- |  | ---------- |  | ---------- |
| MFGSSRGGVR |  | GGQDQFNWED |  | VKTDKQRENY |  | LGNSLMAPVG |  | RWQKGRDLTW |
| YAKGRAPCAG |  | PSREEELAAV |  | REAEREALLA |  | ALGYKNVKKQ |  | PTGLSKEDFA |
| EVCKREGGDP |  | EEKGVDRLLG |  | LGSASGSVGR |  | VAMSREDKEA |  | AKLGLSVFTH |
| HRVESGGPGT |  | SAASARRKPR |  | AEDQTESSCE |  | SHRKSKKEKK |  | KKKKRKHKKE |
| KKKKDKEHRR |  | PAEATSSPTS |  | PERPRHHHHD |  | SDSNSPCCKR |  | RKRGHSGDRR |
| SPSRRWHDRG |  | SEA        |  |            |  |            |  |            |

A: Аланін

C: Цистеїн

D: Аспарагінова кислота

E: Глутамінова кислота

F: Фенілаланін

G: Гліцин

H: Гістидин

K: Лізин

L: Лейцин

M: Метіонін

N: Аспарагін

P: Пролін

Q: Глутамін

R: Аргінін

S: Серин

T: Треонін

V: Валін

W: Триптофан

Кодований геном білок за функцією належить до фосфопротеїнів. 
Задіяний у такому біологічному процесі як альтернативний сплайсинг. 